# Trioceros jacksonii
Trioceros jacksonii, chamado popularmente de camaleão-de-jackson ou camaleão-de-três-chifres, é uma espécie de camaleão nativa das florestas úmidas do leste da África. Foi também introduzido no Hawaii em 1970. Em alguns países são as vezes mantidos como mascotes.
Com aproximadamente 30 centímetros de comprimento, essa espécie possui três chifres, um no focinho e dois acima dos olhos, usados em disputas territoriais. Ao contrário da maioria dos répteis, ele não bota ovos, dá a luz a filhotes formados.
Assim como todos os camaleões, eles podem mudar de cor e mover seus olhos independentemente. Alimentam-se de insetos que capturam com sua longa língua pegajosa, atirada a grande velocidade.

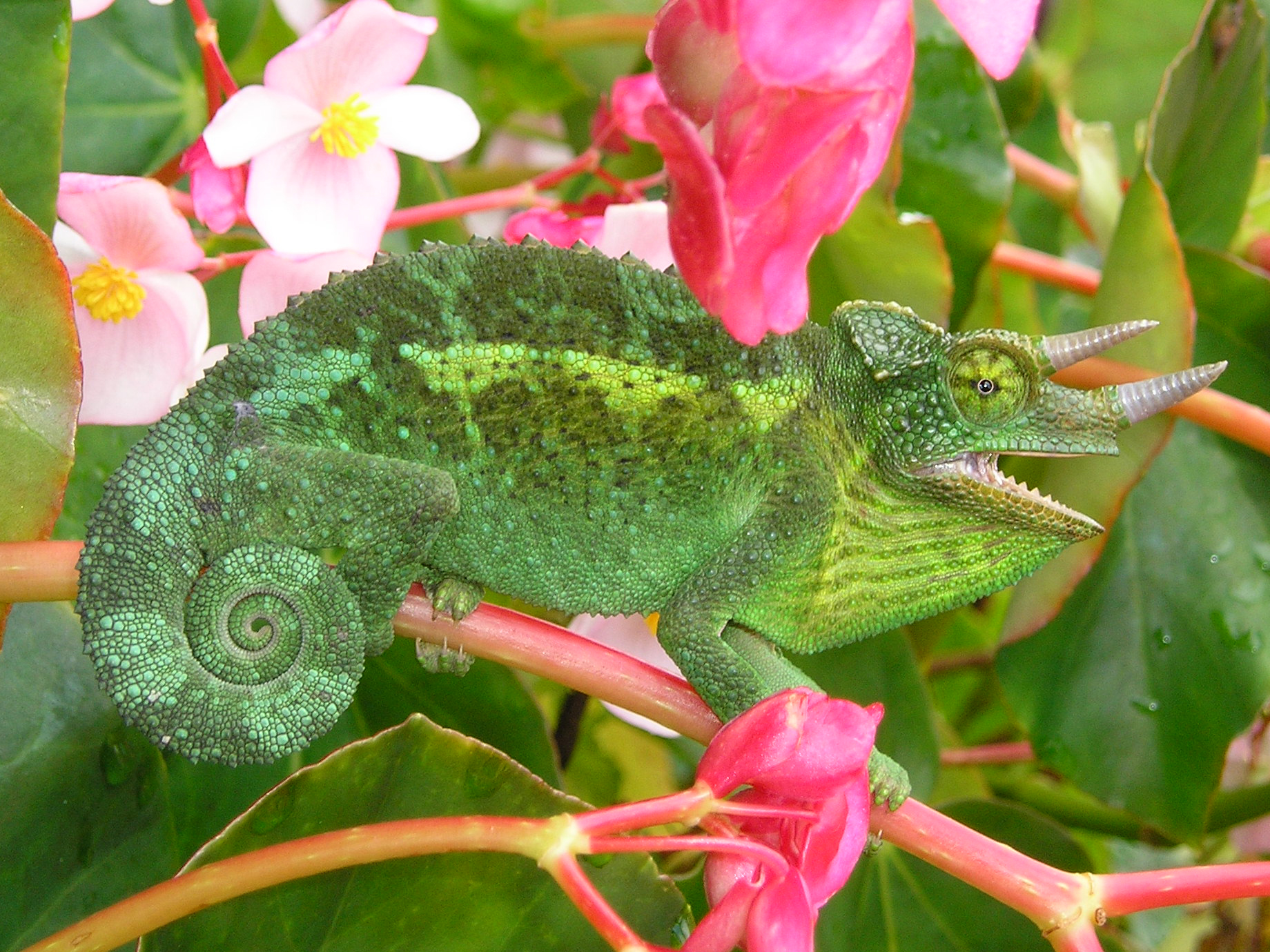
Camaleão-de-Jackson no Hawaii, onde foi introduzido pelo homem.